# Partito Comunista Peruviano
Il Partito Comunista Peruviano (in spagnolo: Partido Comunista Peruano, abbreviato PCP) è un partito comunista peruviano fondato nel 1928 da José Carlos Mariátegui, con il nome di Partito Socialista Peruviano (Partito Socialista Peruano, PSP). Il partito cambiò nome nel 1930. Nella politica peruviana contemporanea, il partito è spesso indicato come PCP (Unità) per distinguerlo da partiti comunisti con nomi simili, come il Partito Comunista del Perù (Patria Rossa) e il Partito Comunista del Perù (Sendero Luminoso).
Il PCP ha sede in Plaza Ramón Castilla, Lima, e pubblica Unidad ("Unità") e Nuestra Bandera ("La nostra bandiera"). Il partito partecipa all'annuale Incontro Internazionale dei Partiti Comunisti e Operai (IMCWP).

## Storia
Nel 1980 il PCP e altri gruppi di sinistra formarono l'alleanza politica Sinistra Unita.
Nelle elezioni generali del 2011, il partito ha preso parte con successo all'alleanza Perù vince di Ollanta Humala.

## Leadership
Jorge del Prado è stato segretario generale del partito dal 1966 al 1991. Attualmente il PCP è guidato da Roberto de La Cruz Huamán.